# Onthophagus mongkhoni
Onthophagus mongkhoni é uma espécie de inseto do género Onthophagus, família Scarabaeidae, ordem Coleoptera.

## História
Foi descrita cientificamente por Masumoto, Hanboonsong & Ochi em 2002.